# Élections législatives de 1968 dans le Puy-de-Dôme
Les élections législatives françaises de 1968 se déroulent les 23 et 30 juin 1968. Dans le département du Puy-de-Dôme, cinq députés sont à élire dans le cadre de cinq circonscriptions.

## Élus
| Circonscription | Député sortant           | Parti | Parti       | Député élu ou réélu      | Parti | Parti       |
| --------------- | ------------------------ | ----- | ----------- | ------------------------ | ----- | ----------- |
| 1re             | Arsène Boulay            |       | FGDS (SFIO) | Arsène Boulay            |       | FGDS (SFIO) |
| 2e              | Valéry Giscard d'Estaing |       | RI          | Valéry Giscard d'Estaing |       | RI          |
| 3e              | Joseph Planeix           |       | FGDS (SFIO) | Joseph Planeix           |       | FGDS (SFIO) |
| 4e              | Fernand Sauzedde         |       | FGDS (SFIO) | Fernand Sauzedde         |       | FGDS (SFIO) |
| 5e              | Michel Duval             |       | RI          | Michel Duval             |       | RI          |

## Résultats

### Résultats à l'échelle du département
| Parti          | Parti                                           | Premier tour | Premier tour | Second tour | Second tour | Sièges |
| Parti          | Parti                                           | Voix         | %            | Voix        | %           | Sièges |
| -------------- | ----------------------------------------------- | ------------ | ------------ | ----------- | ----------- | ------ |
|                | Républicains indépendants                       | 79 043       | 32,14        | 68 631      | 35,60       | 2      |
|                | Union pour la défense de la République          | 35 036       | 14,25        | 26 944      | 13,98       | 0      |
|                | Union des républicains de progrès               | 114 079      | 46,39        | 95 575      | 49,58       | 2      |
|                |                                                 |              |              |             |             |        |
|                | Section française de l'Internationale ouvrière  | 67 571       | 27,48        | 97 204      | 50,42       | 3      |
|                | Fédération de la gauche démocrate et socialiste | 67 571       | 27,48        | 97 204      | 50,42       | 3      |
|                |                                                 |              |              |             |             |        |
|                | Parti communiste français                       | 39 829       | 16,20        | Retrait     | Retrait     | 0      |
|                | Progrès et démocratie moderne                   | 17 970       | 7,31         |             |             | 0      |
|                | Parti socialiste unifié                         | 6 451        | 2,62         | 0           |             |        |
|                |                                                 |              |              |             |             |        |
| Inscrits       | Inscrits                                        | 317 765      | 100,00       | 251 809     | 100,00      | 5      |
| Abstentions    | Abstentions                                     | 68 965       | 21,7         | 56 245      | 22,34       |        |
| Votants        | Votants                                         | 248 800      | 78,3         | 195 564     | 77,66       |        |
| Blancs et nuls | Blancs et nuls                                  | 2 900        | 1,17         | 2 785       | 1,42        |        |
| Exprimés       | Exprimés                                        | 245 900      | 98,83        | 192 779     | 98,58       |        |

### Résultats par circonscription

#### Première circonscription (Clermont-Ferrand Plaine)
| Candidat       | Candidat                    | Parti          | Premier tour | Premier tour | Second tour | Second tour |  |
| Candidat       | Candidat                    | Parti          | Voix         | %            | Voix        | %           |  |
| -------------- | --------------------------- | -------------- | ------------ | ------------ | ----------- | ----------- |  |
|                | Maurice Pélissier           | UDR (URP)      | 22 381       | 36,89        | 26 944      | 47,27       |  |
|                | Arsène Boulay sortant réélu | FGDS (SFIO)    | 17 822       | 29,37        | 30 056      | 52,73       |  |
|                | Georges Azam                | PCF            | 11 440       | 18,85        | Retrait     | Retrait     |  |
|                | Antoine Barrière            | CD (PDM)       | 6 063        | 9,99         |             |             |  |
|                | Robert Gilbert              | PSU            | 2 970        | 4,89         |             |             |  |
|                |                             |                |              |              |             |             |  |
| Inscrits       | Inscrits                    | Inscrits       | 76 253       | 100,00       | 76 250      | 100,00      |  |
| Abstentions    | Abstentions                 | Abstentions    | 14 877       | 19,51        | 18 196      | 23,86       |  |
| Votants        | Votants                     | Votants        | 61 376       | 80,49        | 58 054      | 76,14       |  |
| Blancs et nuls | Blancs et nuls              | Blancs et nuls | 700          | 1,14         | 1 054       | 1,82        |  |
| Exprimés       | Exprimés                    | Exprimés       | 60 676       | 98,86        | 57 000      | 98,18       |  |

#### Deuxième circonscription (Clermont-Ferrand Montagne)
|                | Valéry Giscard d'Estaing sortant réélu | RI (URP)       | 32 482 | 61,37  |  |  |  |
|                | Roland Viel                            | FGDS (SFIO)    | 9 021  | 17,04  |  |  |  |
|                | Jean-Paul Serandon                     | PCF            | 7 705  | 14,56  |  |  |  |
|                | Pierre Lenain                          | CD (PDM)       | 3 724  | 7,04   |  |  |  |
|                |                                        |                |        |        |  |  |  |
| Inscrits       | Inscrits                               | Inscrits       | 65 809 | 100,00 |  |  |  |
| Abstentions    | Abstentions                            | Abstentions    | 12 278 | 18,66  |  |  |  |
| Votants        | Votants                                | Votants        | 53 531 | 81,34  |  |  |  |
| Blancs et nuls | Blancs et nuls                         | Blancs et nuls | 599    | 1,12   |  |  |  |
| Exprimés       | Exprimés                               | Exprimés       | 52 932 | 98,88  |  |  |  |

#### Troisième circonscription (Issoire)
| Candidat       | Candidat                     | Parti          | Premier tour | Premier tour | Second tour | Second tour |  |
| Candidat       | Candidat                     | Parti          | Voix         | %            | Voix        | %           |  |
| -------------- | ---------------------------- | -------------- | ------------ | ------------ | ----------- | ----------- |  |
|                | Joseph Planeix sortant réélu | FGDS (SFIO)    | 13 647       | 36,58        | 19 466      | 51,83       |  |
|                | Jean Grolier                 | RI (URP)       | 10 441       | 27,99        | 18 092      | 48,17       |  |
|                | Bernard Jayot                | UDR            | 5 456        | 14,63        | Retrait     | Retrait     |  |
|                | Henri Teilhol                | PCF            | 4 430        | 11,88        |             |             |  |
|                | Albert Picard                | CD (PDM)       | 1 811        | 4,85         |             |             |  |
|                | Serge Lesbre                 | PSU            | 1 518        | 4,07         |             |             |  |
|                |                              |                |              |              |             |             |  |
| Inscrits       | Inscrits                     | Inscrits       | 49 398       | 100,00       | 49 355      | 100,00      |  |
| Abstentions    | Abstentions                  | Abstentions    | 11 714       | 23,71        | 11 449      | 23,2        |  |
| Votants        | Votants                      | Votants        | 37 684       | 76,29        | 37 906      | 76,8        |  |
| Blancs et nuls | Blancs et nuls               | Blancs et nuls | 381          | 1,01         | 348         | 0,92        |  |
| Exprimés       | Exprimés                     | Exprimés       | 37 303       | 98,99        | 37 558      | 99,08       |  |

#### Quatrième circonscription (Thiers - Ambert)
| Candidat       | Candidat                       | Parti          | Premier tour | Premier tour | Second tour | Second tour |  |
| Candidat       | Candidat                       | Parti          | Voix         | %            | Voix        | %           |  |
| -------------- | ------------------------------ | -------------- | ------------ | ------------ | ----------- | ----------- |  |
|                | Fernand Sauzedde sortant réélu | FGDS (SFIO)    | 14 723       | 32,52        | 24 109      | 51,03       |  |
|                | Raymond Joyon                  | RI (URP)       | 11 567       | 25,55        | 23 134      | 48,97       |  |
|                | Marcel Berthon                 | UDR            | 7 199        | 15,90        | Retrait     | Retrait     |  |
|                | Jean Chaduc                    | PCF            | 6 568        | 14,51        | Retrait     | Retrait     |  |
|                | Jean Aulagnier                 | CD (PDM)       | 4 031        | 8,90         |             |             |  |
|                | Étienne Coudert                | PSU            | 1 183        | 2,61         |             |             |  |
|                |                                |                |              |              |             |             |  |
| Inscrits       | Inscrits                       | Inscrits       | 62 223       | 100,00       | 62 129      | 100,00      |  |
| Abstentions    | Abstentions                    | Abstentions    | 16 262       | 26,14        | 14 067      | 22,64       |  |
| Votants        | Votants                        | Votants        | 45 961       | 73,86        | 48 062      | 77,36       |  |
| Blancs et nuls | Blancs et nuls                 | Blancs et nuls | 690          | 1,5          | 819         | 1,7         |  |
| Exprimés       | Exprimés                       | Exprimés       | 45 271       | 98,5         | 47 243      | 98,3        |  |

#### Cinquième circonscription (Riom)
| Candidat       | Candidat                   | Parti          | Premier tour | Premier tour | Second tour | Second tour |  |
| Candidat       | Candidat                   | Parti          | Voix         | %            | Voix        | %           |  |
| -------------- | -------------------------- | -------------- | ------------ | ------------ | ----------- | ----------- |  |
|                | Michel Duval sortant réélu | RI (URP)       | 24 553       | 49,38        | 27 405      | 53,76       |  |
|                | Roger Quilliot             | FGDS (SFIO)    | 12 358       | 24,86        | 23 573      | 46,24       |  |
|                | Eugène Fourvel             | PCF            | 9 686        | 19,48        | Retrait     | Retrait     |  |
|                | Marcel Audebert            | CD (PDM)       | 2 341        | 4,71         |             |             |  |
|                | François Garrigue          | PSU            | 780          | 1,57         |             |             |  |
|                |                            |                |              |              |             |             |  |
| Inscrits       | Inscrits                   | Inscrits       | 64 082       | 100,00       | 64 075      | 100,00      |  |
| Abstentions    | Abstentions                | Abstentions    | 13 834       | 21,59        | 12 533      | 19,56       |  |
| Votants        | Votants                    | Votants        | 50 248       | 78,41        | 51 542      | 80,44       |  |
| Blancs et nuls | Blancs et nuls             | Blancs et nuls | 530          | 1,05         | 564         | 1,09        |  |
| Exprimés       | Exprimés                   | Exprimés       | 49 718       | 98,95        | 50 978      | 98,91       |  |